# Waar haal je het recht vandaan?
Waar haal je het recht vandaan? was een Nederlandse hoorspelreeks die in 1979 door de NCRV werd uitgezonden.
De reeks bestond uit vier delen:
- Blanken onder elkaar - 5 februari 1979
- Het aanzoek - 12 februari 1979
- Home sweet home - 19 februari 1979
- Protest - 19 maart 1979